# Йоанна Лєх
Йоанна Лех (пол. Joanna Lech; нар. 25 січня, 1984, Ряшів, ПНР) — польська поетеса. Авторка таких творів, як Zapaść, Nawroty (номіновано на NIKE Literary Award 2017). Живе в Кракові.

## Життєпис
Йоанна Лех народилася 25 січня 1984 року у Ряшеві. Закінчила Ягеллонський університет.

## Твори
- Zapaść (2009)
- Nawroty (2010)
- Nic z tego / Nothing of this (2011)
- Trans (2016)
- Piosenki Pikinierów (2017)